# ヘキサフォイル

幾何学的なヘキサフォイル

ヘキサフォイル（英: Hexafoil）は、ゴシック建築で、伝統的な要素として使用される幾何学的なデザインの一つ。また、その図形である。6つの円弧を重ねる事により作図が可能。ヘキサフォイルのデザインは、6枚の花びらのユリをモデルにしており、純度と三位一体との関係を象徴している。ヘキサフォイルの図形は、一連の複合ユニットから作成され、同じ押し出し図形のより複雑な種類として存在する。ヘキサフォイルに似た他の図形には、三つ葉、四葉、および五つ葉が含まれる。

## 作図方法

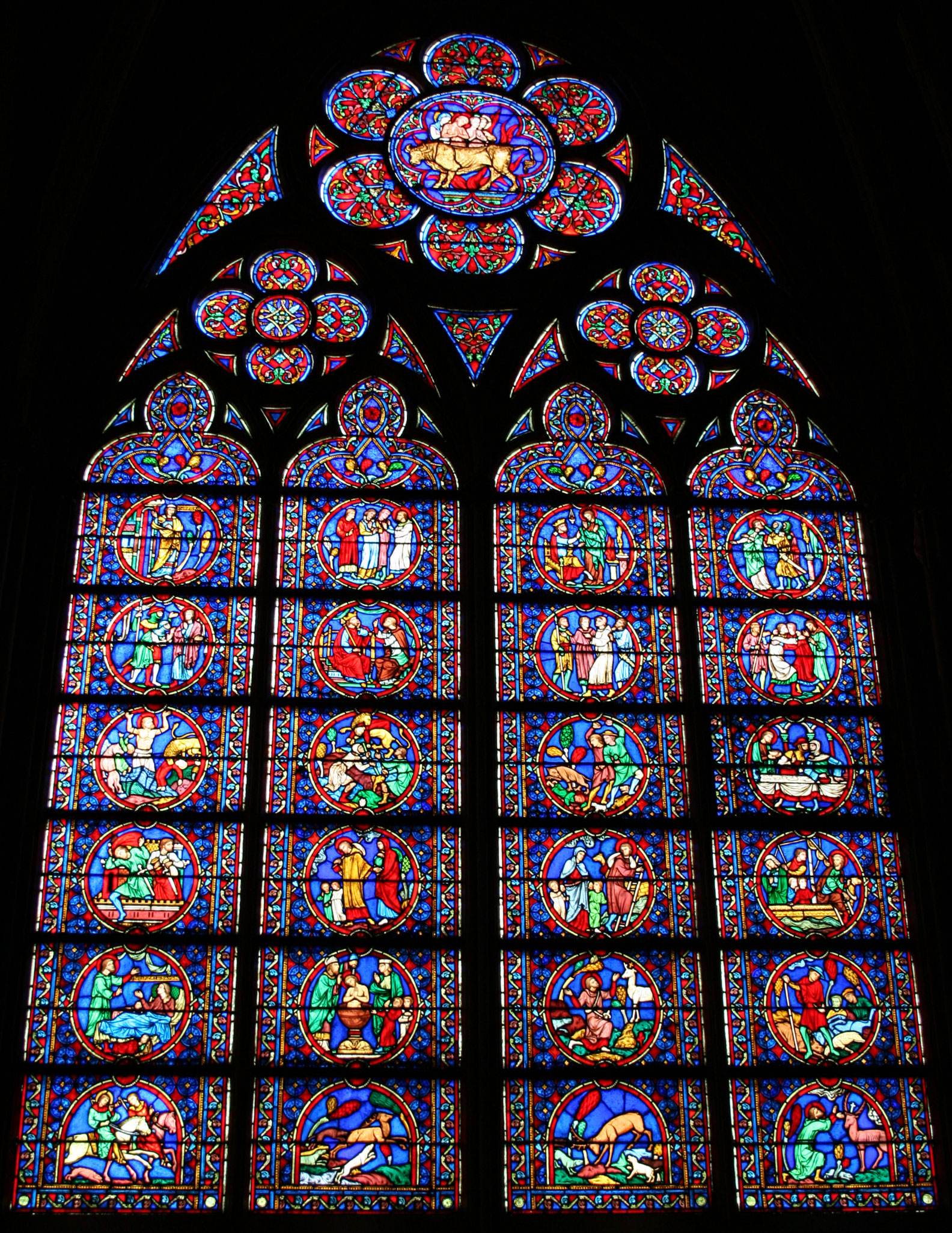
ノートルダム大聖堂のステンドグラスの窓のヘキサフォイル

ヘキサフォイルの一般的な形式の1つには、大きな円で囲まれた6つの円に外接する円がある。それは、六角形の側面に等しい直径を持つ正六角形の中心に6つの円を描くことによって、コンパスと定規で作図することが可能である。ヘキサフォイルの内側の円は、それらを含む外側の円の半径の1/3である。そこから数学的な運動として図形の面積と周の長さを導き出すことが可能である。
また、ヘキサフォイルはヴェシカ ・ ピシスを使って作図することも可能である。

## 利用
ゴシック建築の重要な要素は、幾何学と調和を含む強力な設計原則である。ヘキサフォイルの設計は、12世紀から16世紀に建設されたさまざまなゴシック様式の建物に実装されている。クロイスターやトリフォリウムに用いられている他、ノートルダム大聖堂やソールズベリー大聖堂、レーゲンスブルク大聖堂のステンドグラスにも用いられている。ソールズベリー大聖堂では、石で切り抜かれたヘキサフォイルがプレートの網目模様のスタイルで展示されており、三つ葉に沿ってパターンが作成されている。

## 宗教

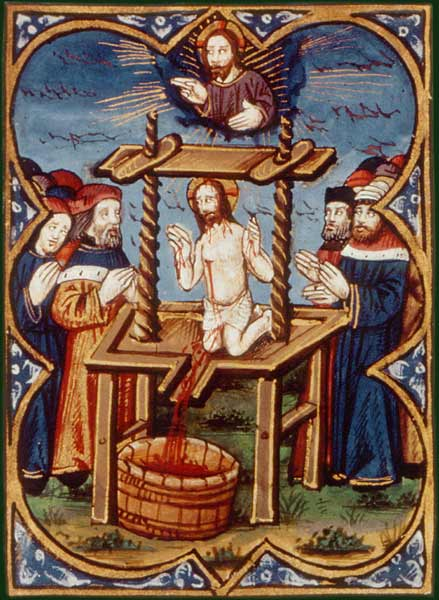
道徳聖書におけるヘキサフォイルのフレーム

ヘキサフォイルは、道徳聖書のフレームのデザインとして見ることもできる。それらはしばしば赤、青、金または鮮やかなオレンジでレンダリングされ、聖書の聖書の場面を囲む。ヘキサフォイルスタイルのフレーミングは、テキストに深み、創造性、発明、ボリュームを与えるために、建築フレーミングと組み合わせて使用されることがよくあった。旧約聖書のイラストはヘキサフォイルのフレームに囲まれていたが、道徳的な描写は建築のフレームを好んだ。

## 魔法
ヘキサフォイルのデザインは、英国やオーストラリアなど、さまざまな国の民間信仰における魔法の実践に関連していることが知られている。同心円の6枚の葉のデザインは、家や公共の建物で保護の印として使用されている。

神聖幾何学では、ヘキサフォイルは、ここに示されているようなさまざまなデザインの作成に広く使用されている。

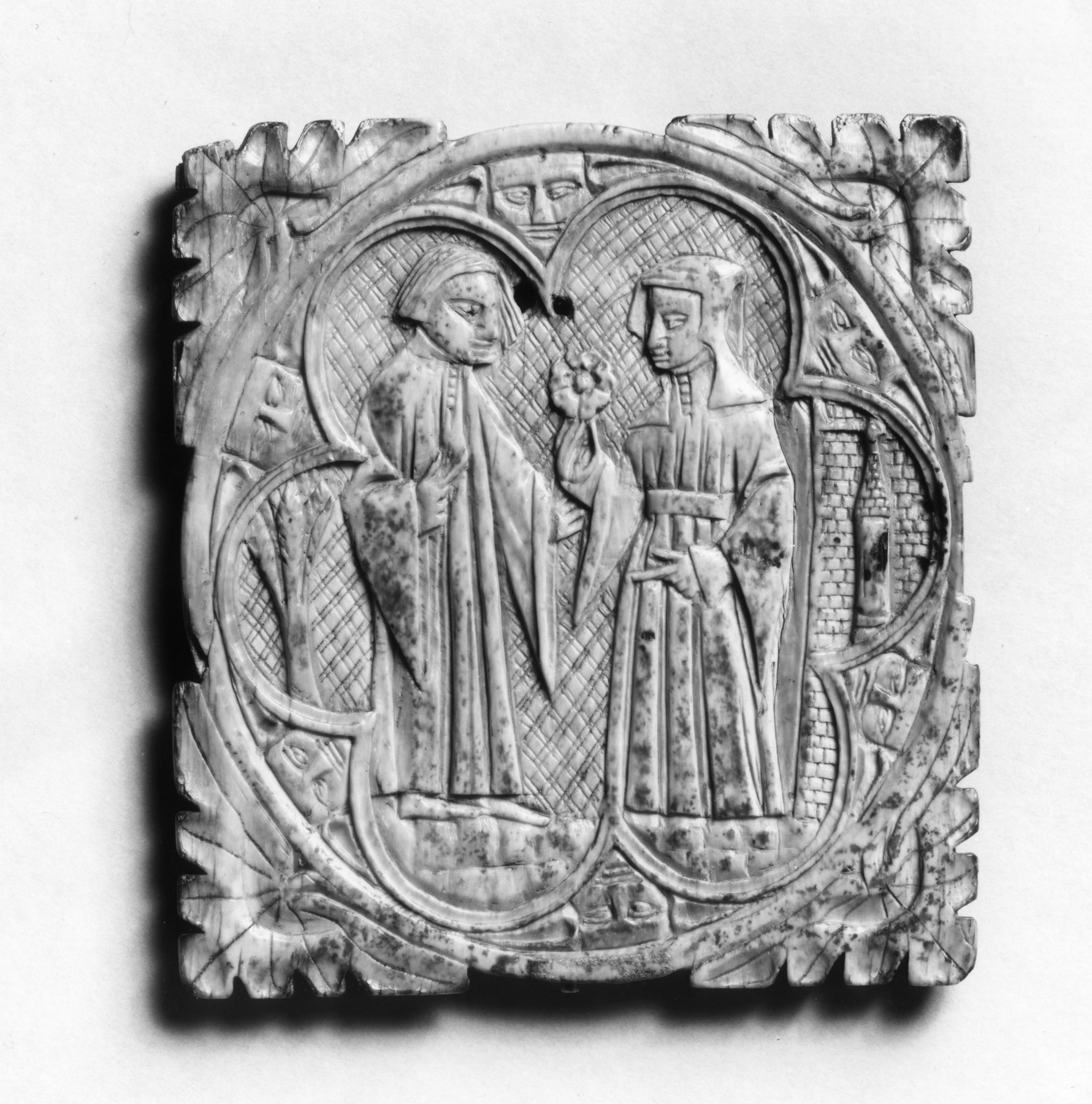
ヘキサフォイルをモチーフにしたアイボリーミラーケース